# Mats de Vahl
Mats Jonas de Vahl , född 12 september 1954, är en svensk konstnär.
Mats de Vahl gör i huvudsak skulpturer och arbetar med trä och järn.

## Box Kraftverk
Mats de Vahl var initiativtagare till konsthallen med tillhörande skulpturpark Box Kraftverk var verksam 1994-2006 och ligger i Ådalen i Höga kusten. Box Kraftverk arrangerade bland annat en graffitifestival  och försökte även sprida sig till Shellmacken i Kramfors. Alla utställningar och större arrangemang hos Box Kraftverk har sammanställts i en bok författad av Eva-Leena Skarin. Det före detta kraftverket användes under den verksamma tiden utöver som utställningslokal, även som café under sommaren. En av installationerna var en maskin som ritade mönster av sand på golvet. Box Kraftverk är sedan 2010 ett av världens nordligaste Whiskydestilleri.